# Colchicum robustum
Colchicum robustum là một loài thực vật có hoa trong họ Colchicaceae. Loài này được (Bunge) Stef. miêu tả khoa học đầu tiên năm 1926.